# 國立東華大學洄瀾學院
國立東華大學洄瀾學院（英語：NDHU College of Huilan），簡稱東華洄瀾學院，成立於2022年，國立東華大學八大學院之一，為一座東華跨領域整合學院，由縱谷跨域書院學士學位學程、通識教育中心、藝術中心、體育中心、語言中心、華語文中心組成，頒授文學士、社會科學學士。

## 院史

### 共同教育委員會
國立東華大學共同教育委員會（英語：NDHU Committee for General Education，簡稱：共教會）創立於，成立使命為落實對學生全人教育的訓練，負責整合旗下跨院系所間的課程資源，規劃學生在專業訓練以外所應具備的基本學科知識與視野，創立初期旗下有通識教育中心、體育室、軍訓室。1998年，為了開辦教育學程及輔導地方教育，共同教育委員會成立了師資培育中心，培育具有環境意識與多元教育觀的中等學校師資及提升東部地區師資之責。2000年，共教會旗下納入國立東華大學附屬幼兒園。
2002年8月，國立東華大學語言中心成立，隸屬於人文社會科學學院，以輔助英美語文學系語言訓練課程為主要功能，其目標為提供教師教學、學術上語言學習之協助與服務，並建立一個聯結學生、老師及社區的語言學習平台。2004年，共教會在教育部「第二梯次提升大學基礎教育計畫—迎向21世紀的東華大學通識課程計畫」支持下，成立藝術中心。
2005年，語言中心改隸整合入共教會旗下。2008年東華花師合校後，師資培育中心自共教會獨立，以整合國立花蓮教育大學旗下初等教育、中等教育、特殊教育、幼兒教育、體育教育等師範系統。2010年，語言中心推出華語通識課程，以服務國際生學習華語之需求。2013年8月，華語文中心自語言中心獨立成立，以服務華人文化與語言學習需求，其結合華語師資及華語文教學師資培育系統，提供國際學生、交換生及外籍生華語文學習環境。2019年，大一不分系成立，提供學生延後分流，以對自我學習性向及未來生涯提供更多探索機會。

### 洄瀾學院
2022年，國立東華大學洄瀾學院成立，由共同教育委員會升格為本科學院，旗下大一不分系學士班改制為縱谷跨域書院學士學位學程，以哈佛學院、耶魯學院制度規劃之四年不分系學士班，為臺灣高等學府最早四年不分系之一。

## 歷任主任與院長

### 共同教育委員會
- 張瑞雄教授（90/03/16~95/01/31）：國立清華大學計算機管理決策研究所博士
- 林法正教授（95/02/01~96/07/31）：國立清華大學電機工程研究所博士
- 楊維邦榮譽教授（96/08/01~98/07/31）：國立交通大學資訊工程研究所博士
- 鄭嘉良特聘教授（98/08/01~105/01/22）：美國奧勒岡大學物理學博士
- 須文蔚教授（105/01/23~105/07/31）：國立政治大學新聞學研究所博士
- 顧瑜君教授（105/08/01~106/08/31）：美國奧勒岡大學課程與教學博士
- 林信鋒教授（106/09/01~110/07/31）：美國密西西比州立大學電機工程研究所博士

### 洄瀾學院
- 陳復教授（110/08/01~113/07/31）：國立清華大學歷史學博士
- 廖慶華教授（113/08/01~113/07/31）：澳洲斯威本理工大學專業設計博士

## 旗下單位

### 縱谷跨域書院學士學位學程（RVIS）
國立東華大學縱谷跨域書院學士學位學程（英語：NDHU Undergraduate Program of Rift Valley Interdisciplinary Shuyuan，簡稱：縱谷書院），成立於2022年，創立使命在因應全球學科跨領域之發展趨勢，是一座四年不分系學士班，其目標為：
|  | 不只是跨領域，更應該在此基礎上展開知識的整合與建構，進而讓學生發展出適合各自生命的專長 |

其結合人文、藝術、科學、管理與社會五大素養面向，提供學生結合跨領域來發展專業的四年制大學教育，以「縱谷連結跨域」傳達知識流域的水系在川流不息之意象，透過畢業專題設計，培養問題解決導向整合知識之能力。跨域書院成立目標為透過古典大學的學徒（Apprenticeship）與教練（Coach）之緊密師生關係，培養學理素養、靈活自由思維，展現個體獨特性與社會責任，成為具「獨立思考的心智、客觀同理的情感、自我實現的意志」三者兼備的全人（Whole Person），其與國立中央大學哲學研究所締有合作關係，提供跨校修讀其中國哲學與西洋哲學課程。

### 通識教育中心（GEC）
國立東華大學通識教育中心（英語：NDHU General Education Center）成立使命為使學生在其專業領域之研習之外，能有機會獲取其他領域之基本知識與概念，拓展其視野。主要負責規劃語文教育、人文與藝術、社會科學、數理及科技四大領域課程，各領域均聘請校內相關教授組成規劃小組，以進行相關領域之課程規劃及設計。每一領域均有最低學分數之規範，每位學士班學生須修習至少三十九學分的課程以及體育（一、二年級必修，三、四年級選修），期能透過這樣的修習規範，給予學生博雅之知識及全方位視野，發揮全人教育之功能，並以語文能力、人文精神、法律常識、商業管理及數理科技作為通識教育的主要核心課程。

### 藝文中心（ACC）
國立東華大學藝文中心（英語：NDHU Art & Culture Center）設立的目標為：
- （一）藝術文化展演活動整合與推展
- （二）協助藝術文化課群整合與實施
- （三）訪(駐)校藝術人才與師資整合
- （四）社區藝術發展與文化活化

以此推動校園內美感核心價值的建立，在後現代社會中以多元文化的美學訓練與實踐整合推展校園的藝術文化課程教學與展演活動，並拓展其影響作用至校園外的社區範疇，將焦點放置在整個東華校園及社區文化藝術層次的經營與整合，期許能有觸動人心及感人的故事成為回憶，以舞台為年輕及有夢想的表演者之出發點，重要的是能在眾多的聲音中找尋共鳴與感動的心。此中心也作為通識人文精神涵養的平台，透過多元化的藝文活動整合通識與專業課程教育，從理論與實踐兩個面向，提升學生的藝術人文知能，激發學生創意潛能，培育人文精神與美感競爭力。

### 體育中心（PEC）
國立東華大學體育中心（英語：NDHU Physical Education Center）成立目標和特色為協助教職員工生和社區民眾均衡促進身體機能、廣泛增進體育認知、精進運動技能表現、發展健康適能概念、建立良好運動習慣、提供多元休閒運動，其主要負責，東華主校區運動園區（50公頃）之規劃與運動設施管理，含室內攀岩場、網球場、壘球場、棒球場、游泳池、桌球室、籃球場、排球場以及體育館等。同時負責結合運動校隊和體育社團，戶外專長領域老師及教練，辦理各項體育活動，證照訓練及推廣教育課程，戶外體驗證照課程，如校園路跑賽、校慶運動會、水上運動會、寒假及暑假體育育樂營、後山小勇士夏令營、游泳教學班、教職員工身心靈課程、多元的戶外教育課程。

### 語言中心（LANC）
國立東華大學語言中心（英語：NDHU Language Center）主要負責規劃通識英語課程、管理多媒體英語視聽教材資源，提供校內英語學習活動，舉辦英文能力檢定測驗。目前英語基本課程規劃為「閱讀與寫作」、「溝通技巧」、「線上英語學習」，涵蓋聽、說、讀、寫，四種語言基本能力。課程目標在於引導學生發覺自我學習英語的動機與興趣，為跨學科與需求之學生尋找有效專業的學習方法，使學生培養良好的自學習慣並在畢業後能持續終身學習。也提供實作的英文課程、具地方意識與實務操作之活動，例如，實務課程「中英雙語廣播實務」錄製全校的中英雙語廣播節目、「英語導覽解說」課程結合地方觀光資源、推動英文志工至附近小學說英文故事、策劃英語夏令營至偏遠地區小學服務等。

### 華語文中心（CLC）
國立東華大學華語文中心（英語：NDHU Chinese Language Center）成立於2013年，為提供東華大學國際學生、交換生，以及一般外籍學生及社會人士完整的華語文學習環境，提昇華語程度，深化對台灣文化的認識。其業務包括華語教學以及華語師資培育。教學課程有華語學期密集班、季節班、華語通識課、短期遊學班，並承接客製化華語課程。此中心亦與國立東華大學人文社會科學學院合作，開設培育華語師資之「華語文學程」、「華語文師資研習班」，以及國際華語文教學研究所，培育華語教學師資。其課程同時規劃結合東臺灣之地理優勢，推廣東臺灣多元豐美的藝術文化與生態景觀。

### 引用
1. ↑  . ce.ndhu.edu.tw.   [2022-08-24]. （原始内容存档于2022-08-24）.
2. ↑  . faculty.ndhu.edu.tw.   [2024-06-20]. （原始内容存档于2024-06-20）.
3. ↑  . rvis.ndhu.edu.tw.   [2022-08-24]. （原始内容存档于2022-08-24） （中文（臺灣））.
4. ↑  中央社. .   [2023-05-04]. （原始内容存档于2023-05-07）.
5. ↑  . rc039.ndhu.edu.tw.   [2022-08-24]. （原始内容存档于2022-08-24） （中文（臺灣））.
6. ↑  . artscenter.ndhu.edu.tw.   [2022-08-24]. （原始内容存档于2022-03-08） （中文（臺灣））.
7. ↑  . 大人物 創意生活ｘ設計好物.   [2022-12-13]. （原始内容存档于2022-12-13） （中文（繁體））.
8. ↑  . ce.ndhu.edu.tw.   [2022-08-24]. （原始内容存档于2022-08-24）.
9. ↑  聯合新聞網. . 聯合新聞網. 2022-03-28  [2022-12-13]. （原始内容存档于2022-12-13） （中文（臺灣））.
10. ↑  . lc.ndhu.edu.tw.
11. ↑  . clc.ndhu.edu.tw.   [2022-08-24]. （原始内容存档于2022-08-24） （中文（臺灣））.
12. ↑  臺灣華語教育資源中心LMIT. . lmit.edu.tw.   [2022-12-13]. （原始内容存档于2023-03-10） （中文（臺灣））.
13. ↑  中央社訊息平台. . www.cna.com.tw.   [2022-12-13]. （原始内容存档于2022-12-13） （中文（臺灣））.

### 外部連結
- 官方网站